# تومي ماكينن
تومي ماكينن (بالفنلندية: Tommi Mäkinen) مواليد 26 يونيو 1964، هو سائق راليات فنلندي سابق بدأ مسيرته في سنة 1987. كان أول رالي له هو رالي فنلندا 1987. شارك وفاز ببطولة العالم للراليات. فاز بـ 24 سباق رالي. صعد على المنصة 45 مرة خلال مسيرته.

## سجل الفوز
- رالي فنلندا 1994
- مونت كارلو 2002

## فرق مثلها
- نيسان موتورز
- ميتسوبيشي موتورز
- فريق سوبارو للراليات

## وصلات خارجية
- تومي ماكينن على موقع Rallye-info.com (الإنجليزية)
- تومي ماكينن على موقع eWRC-results.com (الإنجليزية)

- http://www.tommimakinen.net/